# جون ر. هارجروف سينيور
جون ر. هارجروف سينيور (بالإنجليزية: John R. Hargrove, Sr.) هو محامي وقاضي أمريكي، ولد في 25 أكتوبر 1923 في اتلانتيك سيتي في الولايات المتحدة، وتوفي في 1 أبريل 1997 في Ashburton, Baltimore ‏ في الولايات المتحدة.